# Стахеев, Фёдор Васильевич
Фёдор Васи́льевич Стахе́ев (1870, Елабуга — 1945) — русский инженер, предприниматель, государственный деятель.

## Биография
Из старинного купеческого рода Стахеевых. Образование получил в реальном училище и в Императорском Московском техническом училище, курс наук которого окончил со званием инженера-механика в 1895 году.
По окончании образования Ф. В. Стахеев поступил во флот для отбывания воинской повинности, плавал в качестве инженера-механика на броненосцах «Петр Великий» и «Рюрик», а на крейсере «Адмирал Нахимов» был в дальнем плавании в водах Тихого океана.
Выйдя в запас флота, Ф. В. Стахеев посвятил себя обширным делам своего торгового дома «В. Г. Стахеева Н-ки», а кроме того, общественной деятельности в родной губернии. С 1900 года он избирался в почётные мировые судьи по Елабужскому уезду Вятской губернии и по Мензелинскому уезду Уфимской губернии. В 1903 году он был избран почётным попечителем Елабужского реального училища.
Стахеевым в Елабуге была построена водонапорная башня, первая в городе электростанция и система электрического освещения. В 1903 году Фёдор Васильевич за свой счёт провёл электрическое освещение в здание Епархиального женского училища.
В 1904 году, с началом Русско-японской войны, был призван из запаса во флот и назначен во Владивосток главным инженером-механиком порта. Здесь Ф. В. Стахеев принимал деятельное участие в ремонте крейсеров, устройстве воздухоплавательного парка и беспроволочного телеграфа, за что был награждён орденами.
По окончании военных действий Ф. В. Стахеев снова вышел в запас и занялся делами своего торгового дома.
11 октября 1911 года он был избран в члены Государственного совета от торговли. В Государственном совете примкнул к группе центра. Участвовал в работе комиссии, рассматривавшей законопроекты по торгово-промышленным вопросам.
В 1913 году Стахеевым по заказу местного земства была выполнена телефонизация Мензелинского уезда.